# Камено-Поле
Ка́мено-По́ле (болг. Камено поле) — село у Врачанській області Болгарії. Входить до складу общини Роман.

## Населення
За даними перепису населення 2011 року у селі проживали 690 осіб.
Національний склад населення села:
| Національність   | Кількість осіб | Відсоток |
| ---------------- | -------------- | -------- |
| болгари          | 169            | 68,4%    |
| цигани           | 74             | 30,0%    |
| турки            | 0              | 0%       |
| Всього відповіли | 247            |          |

Розподіл населення за віком у 2011 році:
Динаміка населення: